# The Body Shop
The Body Shop International Limited, che opera con il nome commerciale The Body Shop, è un'azienda britannica di cosmetici, cura della pelle e profumi, fondata nel 1976 da Anita Roddick, che aprì il suo primo negozio a Brighton, in Inghilterra. Attualmente, la sede dell'azienda si trova a London Bridge e a Littlehampton, nel West Sussex, ed è attualmente di proprietà del Gruppo Auréa.
The Body Shop è stata di proprietà della società cosmetica francese L'Oréal dal 2006 al 2017. Nel settembre 2017, L'Oréal l'ha venduta alla brasiliana Natura & Co per 880 milioni di sterline. Nel novembre 2023, Natura l'ha ceduta al gruppo Aurelius.
Il 13 febbraio 2024 è stato annunciato che Aurelius aveva messo in amministrazione controllata la divisione britannica di The Body Shop; la catena avrebbe chiuso fino alla metà dei suoi 198 negozi nel Regno Unito, e il personale della sede centrale sarebbe stato ridotto del 40%. Nel marzo 2024, l’azienda ha annunciato la chiusura delle operazioni negli Stati Uniti e la riorganizzazione in Canada sotto protezione fallimentare. Successivamente, The Body Shop è stata acquisita dal Gruppo Auréa nel settembre 2024.

## Storia
Un primo negozio chiamato Body Shop, non affiliato con Anita Roddick né con The Body Shop International Limited, fu aperto a Berkeley, California, nel 1970 da Peggy Short e Jane Saunders.
Anita Roddick aprì il proprio negozio di prodotti per la salute e la bellezza, chiamato The Body Shop, nella sua città natale di Brighton, nel Regno Unito, nel 1976. La sua motivazione era quella di "guadagnarsi da vivere per sé e per le sue due figlie mentre il marito era via in viaggio".
La visione originale dell'azienda era vendere prodotti con ingredienti naturali, provenienti da fonti etiche e non testati sugli animali. Nessuno dei prodotti di Roddick veniva testato su animali, e gli ingredienti erano acquistati direttamente dai produttori.
Il negozio iniziò l'attività con appena 25 prodotti. Roddick aveva acquistato delle bottigliette per campioni di urina da un ospedale vicino per vendere i suoi prodotti, ma non ne aveva a sufficienza, dando così origine alla politica aziendale delle bottiglie ricaricabili. Le etichette erano scritte a mano e Roddick non faceva pubblicità esplicita, preferendo usare la stampa locale.
Alla fine degli anni '70, il partner di Roddick, Gordon, tornò a Brighton dall’America e suggerì di far crescere l’attività tramite il franchising. Entro il 1984, l’azienda contava 138 negozi, di cui 87 al di fuori del Regno Unito. Entro il 1994, l’89% dei punti vendita dell’azienda erano in franchising.
L'azienda fu quotata in borsa nell'aprile del 1984 ed entrò nel mercato dei titoli non quotati (Unlisted Securities Market) di Londra, con un prezzo iniziale di 95 penny. I coniugi Roddick mantennero il 27,6% delle azioni della società e Anita continuò a ricoprire il ruolo di amministratore delegato per mantenere il controllo sulla direzione dell'azienda. Dopo aver ottenuto la quotazione completa alla Borsa di Londra, il valore delle azioni aumentò drasticamente, crescendo del 10.944% nei primi otto anni.
Nel 1987, Roddick pagò ai proprietari del primo Body Shop negli Stati Uniti, Peggy Short e Jane Saunders, 3,5 milioni di dollari per ottenere i diritti esclusivi sul nome del marchio. L’azienda statunitense cambiò nome in Body Time nel 1992 e chiuse nel 2018.
Nel 1991, The Body Shop fece causa a Bath & Body Works, accusandola di aver copiato il proprio marketing, e la vicenda si concluse con un accordo extragiudiziale riservato.
Negli anni '80 e '90, l’azienda partecipò a numerose campagne legate alla responsabilità sociale e alle problematiche ambientali. Tra queste, la campagna “Trade Not Aid” del 1987, attraverso la quale l’azienda acquistava alcuni ingredienti direttamente dalle comunità indigene di origine. The Body Shop instaurò anche alleanze con Greenpeace e Amnesty International.

### L'inchiesta diBusiness Ethicsdel 1994
Nel settembre del 1994, la rivista Business Ethics pubblicò un articolo investigativo intitolato "Shattered Image: Is The Body Shop Too Good to Be True?" ("Immagine infranta: The Body Shop è troppo bella per essere vera?"), scritto da Jon Entine, riguardante le pratiche dell'azienda. Entine riportò che Anita Roddick aveva copiato il nome, il design del negozio, il concetto di marketing e gran parte delle idee per la linea di prodotti dal precedente Body Shop americano.

### Anni 2000 e 2010
Nel marzo 2006, The Body Shop accettò un'acquisizione da 652,3 milioni di sterline da parte di L'Oréal. I coniugi Roddick guadagnarono 130 milioni di sterline dalla vendita.
L'acquisizione suscitò alcune polemiche mediatiche, in particolare per l'uso della sperimentazione animale da parte di L'Oréal. Sebbene L'Oréal avesse cessato i test sugli animali nel 1989, l'azienda aveva iniziato a vendere i suoi prodotti in Cina nel 1997, dove per legge i cosmetici dovevano essere testati su animali prima della commercializzazione al pubblico. Roddick dichiarò di credere che l’acquisizione le avrebbe permesso di agire come un “cavallo di Troia” all’interno della grande azienda, sfruttando The Body Shop per migliorarne gli standard in materia di sperimentazione animale e questioni ambientali.
Nel settembre 2007, Anita Roddick morì a seguito di una grave emorragia cerebrale.
Nel 2017, L'Oréal vendette The Body Shop all’azienda cosmetica brasiliana Natura per 880 milioni di sterline (1 miliardo di euro). Al momento della vendita, l’azienda era una delle più grandi catene di cosmetici al mondo, con 3.200 negozi e 17.000 dipendenti in 66 paesi.
Nel 2019, The Body Shop ottenne la certificazione B Corporation.

### Acquisizione da parte di Aurelius e Auréa Group
Nel novembre 2023, Natura vendette The Body Shop al gruppo di private equity tedesco Aurelius per 207 milioni di sterline (254,32 milioni di dollari). L’accordo rientrava nella strategia di ridimensionamento di Natura, avviata con la vendita di Aesop a L’Oréal per 2,5 miliardi di dollari all’inizio dello stesso anno.
All’epoca si disse che Aurelius avesse “fatto un affare” e la società prevedeva una rapida crescita per The Body Shop. Tuttavia, dopo l'acquisizione, Aurelius affrontò sfide finanziarie e carenze nella due diligence, che portarono all’uscita del direttore generale che aveva guidato l’accordo.
Il 7 settembre 2024, The Body Shop fu acquisita da Auréa Group, un consorzio guidato da Mike Jatania e Charles Denton, che assunsero rispettivamente il ruolo di presidente esecutivo e amministratore delegato.

### Amministrazione straordinaria

#### Regno Unito
Il 15 febbraio 2024, Aurelius ha messo in amministrazione controllata la divisione britannica di The Body Shop e ha incaricato la società di consulenza aziendale FRP Advisory di gestire la procedura. Ciò è avvenuto dopo che Aurelius non era riuscita a garantire una linea di credito per l’azienda in seguito all’acquisizione, quando HSBC aveva ritirato una precedente linea di credito negoziata sotto la proprietà di Natura.
Durante l'amministrazione straordinaria, è stato riportato che la divisione britannica aveva un debito superiore a 276 milioni di sterline verso i creditori, di cui circa 143 milioni erano dovuti ad altre entità del gruppo. In seguito alla ristrutturazione, sono stati chiusi 82 negozi nel Regno Unito e sono stati persi 489 posti di lavoro, con ulteriori 329 licenziamenti presso la sede centrale dell’azienda.
Il 17 maggio 2024, FRP Advisory ha annunciato che le attività e i beni della divisione britannica di The Body Shop sarebbero stati messi all’asta, dopo il fallimento del piano di concordato preventivo.

#### Unione Europea
Il 16 febbraio 2024, appena un giorno dopo l’insolvenza della divisione britannica, anche The Body Shop Germania è entrata in amministrazione controllata, annunciando la chiusura di tutti i suoi 60 negozi nei mesi successivi. Lo stesso giorno, sono stati nominati amministratori anche per le divisioni di Belgio, Irlanda, Austria, Lussemburgo e Francia, tutte previste per l’amministrazione straordinaria già dalla settimana seguente.
Il 29 febbraio 2024, le divisioni belga e danese di The Body Shop sono state ufficialmente poste in amministrazione controllata, con l’annuncio della chiusura di tutti i negozi in entrambi i Paesi. Tutti i punti vendita irlandesi sono stati chiusi entro la fine di febbraio.
Come parte della riorganizzazione, la società Alma24, controllata da Friedrich Trautwein, ha preso il controllo delle entità europee di The Body Shop, insieme a quelle presenti in Giappone.

### Nord America
Il 1º marzo 2024, The Body Shop Canada ha richiesto la protezione dai creditori e ha annunciato la chiusura delle operazioni online e di 33 sedi su un totale di 105. Lo stesso giorno, The Body Shop USA ha chiuso tutti i propri negozi e interrotto le attività online. Il 10 marzo, The Body Shop USA ha presentato istanza di fallimento secondo il Chapter 7 della legge fallimentare statunitense.
Sebbene redditizie, le attività nordamericane avevano versato fondi alla sede centrale nel Regno Unito attraverso un sistema di cash pooling, che ha reso quei fondi inaccessibili per il pagamento dei creditori, inclusi i fornitori, dopo il crollo della divisione britannica.

### Oceania
Il 22 gennaio 2025, The Body Shop Nuova Zelanda è stata posta in amministrazione volontaria. Pur mantenendo aperti i 16 negozi della catena, The Body Shop NZ ha smesso di accettare punti fedeltà e ha limitato l’utilizzo dei fondi su carte regalo.

## Prodotti
The Body Shop offre una vasta gamma di prodotti per il corpo, il viso, i capelli e la casa. L'azienda dichiara che i suoi prodotti sono "ispirati dalla natura" e contengono ingredienti come olio di marula e olio di semi di sesamo, ottenuti attraverso il programma Community Trade.
I prodotti includono:
- Burri per il corpo (tra cui: moringa, satsuma, fragola, oliva, karité, mango e cocco)
- Prodotti per il corpo, come scrub corpo, burri corpo e spugne da bagno
- Cosmetici, tra cui mascara, rossetti, lucidalabbra, ombretti e dischetti di cotone
- Linee complete per la cura della pelle, inclusi prodotti a base di tea tree, vitamina C, vitamina E, aloe vera e alghe marine
- Cura della pelle per uomo, con ingredienti come radice di maca e muschio bianco
- Cura dei capelli, inclusi shampoo e balsamo alla banana
- Fragranze, sia per donna che per uomo
- Prodotti da bagno, come gel doccia e saponi solidi
- Maschere viso, comprese le maschere in tessuto

## Attivismo sociale
The Body Shop ha da sempre integrato obiettivi di attivismo sociale all'interno delle sue pratiche aziendali. Anita Roddick, fondatrice dell’azienda, ha assunto nel tempo posizioni sempre più critiche nei confronti del mondo imprenditoriale in generale e dell’industria cosmetica in particolare, denunciandone l’insensibilità ambientale e le concezioni tradizionali della bellezza. Attraverso il suo marchio, mirava a cambiare le pratiche aziendali standard.
Nel 1997, Roddick lanciò una campagna globale per promuovere l'autostima nelle donne e contrastare la rappresentazione stereotipata delle donne da parte dei media. La campagna si concentrava sull'uso di modelli irragionevolmente magri, in un contesto di crescente diffusione di bulimia e anoressia.

### Community Trade
Lanciato nel 1987, il programma Community Trade di The Body Shop si basava sul principio del commercio con comunità in difficoltà, offrendo loro un prezzo equo per ingredienti naturali o prodotti artigianali. Tra questi: olio di noce brasiliana, olio di semi di sesamo, miele e burro di karité. Il primo prodotto del programma fu un rullo di legno, fornito da una piccola comunità dell’India meridionale, Teddy Exports, che continuò a essere un fornitore chiave del programma.
Tuttavia, il programma ricevette anche critiche da parte degli attivisti del commercio equo. Paul Vallely, ex presidente di Traidcraft, scrisse in un necrologio per Roddick pubblicato su The Independent: "L’azienda... affermava di pagare prezzi più equi ai poveri del Terzo Mondo, ma ciò riguardava meno di una frazione dell’1% del suo fatturato."
The Body Shop invitava regolarmente dipendenti e stakeholder a visitare i fornitori del programma Community Trade per osservare direttamente i benefici apportati alle comunità e alla qualità dei prodotti.
Nel contesto del programma, The Body Shop effettuava periodicamente audit sociali sulle proprie attività di approvvigionamento attraverso l’ente di certificazione Ecocert.

### Politica sulla sperimentazione animale
The Body Shop ha condotto campagne per porre fine alla sperimentazione animale nei cosmetici sin dal 1989, in collaborazione con l'organizzazione non governativa Cruelty Free International (CFI). I prodotti dell'azienda non sono testati sugli animali e sono certificati cruelty-free dal logo Leaping Bunny di CFI.
Nel giugno 2017, The Body Shop e CFI hanno lanciato Forever Against Animal Testing, la più grande campagna mai realizzata dall’azienda, con l’obiettivo di vietare la sperimentazione animale nei cosmetici ovunque e per sempre.
Nell’ottobre 2009, The Body Shop ha ricevuto un premio alla carriera dalla Royal Society for the Prevention of Cruelty to Animals (RSPCA) in Gran Bretagna, come riconoscimento per la sua politica rigorosa, che garantisce che neppure i fornitori testino gli ingredienti sugli animali.
Nel 2021, The Body Shop ha annunciato che tutti i suoi prodotti sarebbero stati certificati vegani dalla Vegan Society entro la fine del 2023. Questo processo si è concluso a gennaio 2024.

### The Body Shop Foundation
I coniugi Roddick fondarono The Body Shop Foundation nel 1990, con lo scopo di sostenere progetti innovativi a livello globale nei settori dei diritti umani e civili, della protezione ambientale e della difesa degli animali. La fondazione fu creata per centralizzare tutte le donazioni benefiche dell’azienda.
L'azienda ha erogato oltre 24 milioni di sterline in sovvenzioni. La fondazione offre regolarmente supporto in natura (gift-in-kind) a vari progetti e organizzazioni, come Children on the Edge.
Nel 2017, The Body Shop ha annunciato un nuovo approccio alla filantropia aziendale: la missione World Bio-Bridges (Ripristinare la natura), con l’obiettivo di aumentare la biodiversità globale e, dove possibile, creare filiere sostenibili.

## Controversie

### Controversia sull’olio di palma
Una campagna del Christian Peacemaker Team protestò contro il presunto ruolo di The Body Shop nell’acquisto di olio di palma da Daabon, un fornitore terzo in Colombia, accusato di aver sfrattato con la forza 123 famiglie dalle loro terre a Las Pavas il 14 luglio 2009.
The Body Shop inizialmente negò di aver acquistato intenzionalmente olio di palma proveniente da quell’area, ma in seguito interruppe i rapporti con Daabon quando l’azienda non fu in grado di dimostrare la propria estraneità agli sfratti forzati.